# Pusad
Pusad è una città dell'India di 67.152 abitanti, situata nel distretto di Yavatmal, nello stato federato del Maharashtra. In base al numero di abitanti la città rientra nella classe II (da 50.000 a 99.999 persone).

## Geografia fisica
La città è situata a 19° 53' 60 N e 77° 34' 60 E e ha un'altitudine di 314 m s.l.m..

## Società

### Evoluzione demografica
Al censimento del 2001 la popolazione di Pusad assommava a 67.152 persone, delle quali 34.570 maschi e 32.582 femmine. I bambini di età inferiore o uguale ai sei anni assommavano a 9.526, dei quali 4.934 maschi e 4.592 femmine. Infine, coloro che erano in grado di saper almeno leggere e scrivere erano 49.876, dei quali 27.779 maschi e 22.097 femmine.